# Markus Schleinzer

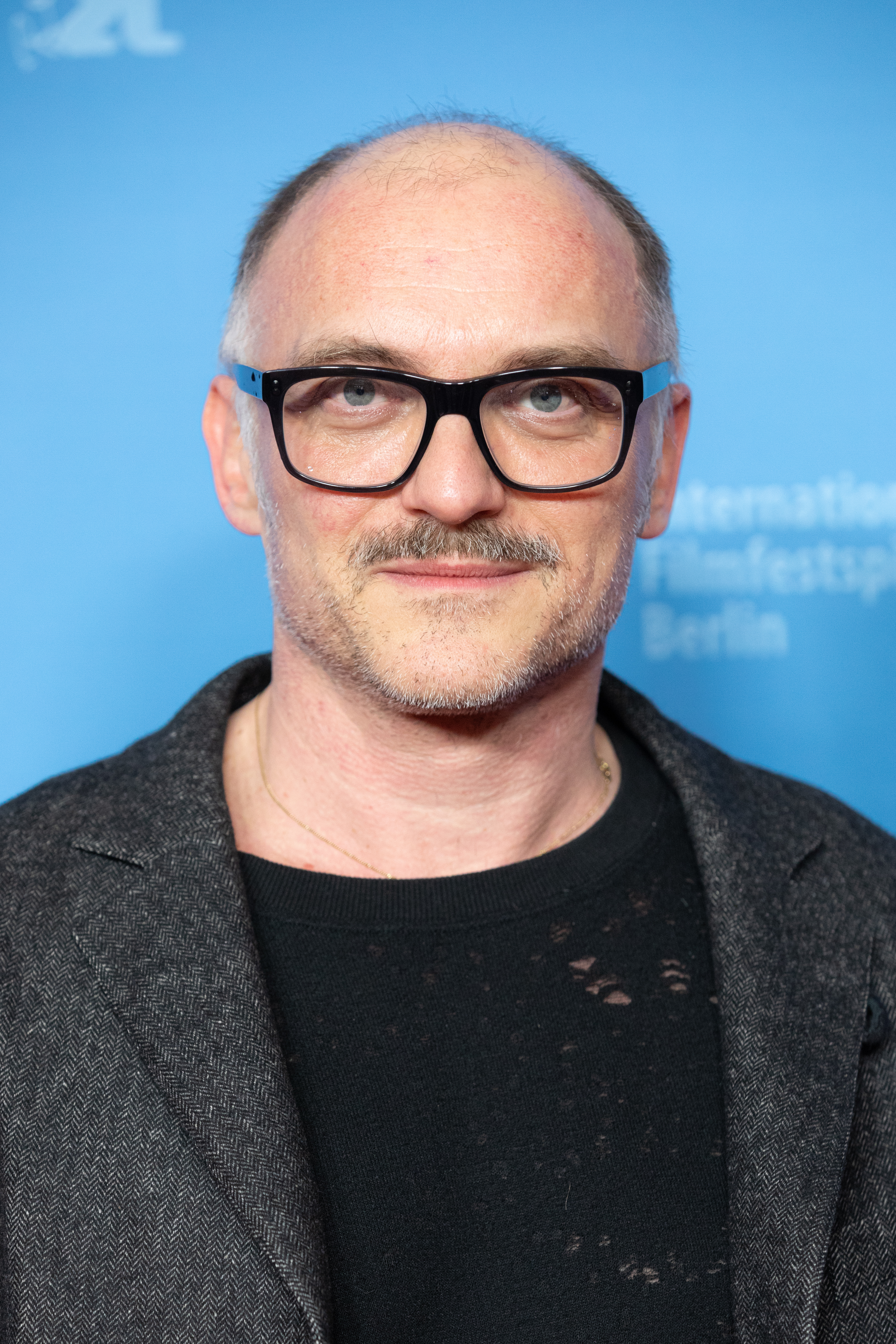
Markus Schleinzer auf der Berlinale 2020

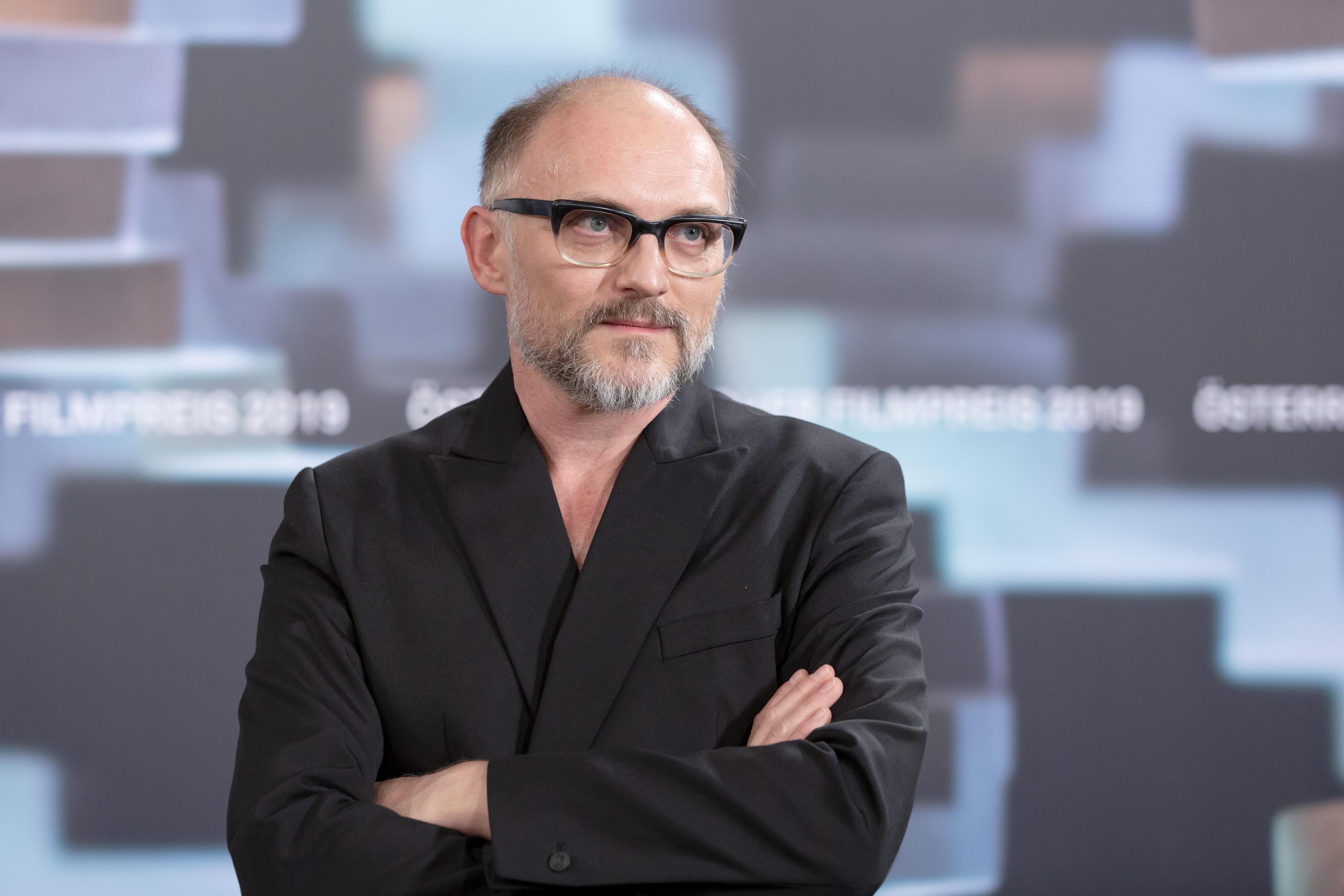
Markus Schleinzer (2019)

Markus Schleinzer (* 8. November 1971 in Wien) ist ein österreichischer Schauspieler, Casting-Direktor, Autor und Regisseur.

## Leben

### Arbeit im Film und Theater
Markus Schleinzer verbrachte den Großteil seiner Schuljahre im BG Amerlingstraße im 6. Wiener Gemeindebezirk. Ab Mitte der 1990er Jahre trat er als Schauspieler in österreichischen und deutschen Film- und Fernsehproduktionen in Erscheinung, war aber zumeist auf kleine Nebenrollen und Statistenparts abonniert. Sein Debüt gab er 1995 in Wolfgang Murnbergers Spielfilm Ich gelobe (1995), dem weitere Auftritte unter anderem in Michael Glawoggers Slumming (2006) oder Antonin Svobodas Immer nie am Meer (2007) folgten. Lob seitens der österreichischen Kritik wurde Schleinzer für seine Rolle als Bewährungshelfer neben Andreas Lust in Der Räuber (2010) zuteil.
Größerer Erfolg war Schleinzer seit Ende der 1990er Jahre als Casting-Direktor von mehr als 60 vorwiegend österreichischen Film- und Fernsehproduktionen beschieden. „Ich kenne jeden Schauspieler in diesem Land, der eines graden Satzes mächtig ist …“, so Schleinzer 2003 im Interview mit dem österreichischen Nachrichtenmagazin profil. Eine mehrjährige Zusammenarbeit verbindet ihn unter anderem mit so bekannten Regisseuren wie Michael Glawogger, Jessica Hausner, Benjamin Heisenberg oder Wolfgang Murnberger. Auch war er für Stefan Ruzowitzkys Oscar-nominierte Produktion Die Fälscher oder Ulrich Seidl (Hundstage) tätig. Seit 1999 arbeitet Schleinzer auch mit Michael Haneke zusammen. So castete er mit seinem mittlerweile stillgelegten Castingbüro vendettafilm über ein Jahr lang in ganz Deutschland 7000 Kinder für Das weiße Band – Eine deutsche Kindergeschichte (2009). Er betreute auch die 48 ausgewählten Kinder und Jugendlichen während des Drehs und bereitete sie auf ihre Szenen vor. Es seien immer „so schrecklich schöne Aufgaben“, die Haneke ihm stelle, so Schleinzer.
Parallel zur Arbeit im Film- und Fernsehen spielte Schleinzer auch vereinzelt Theater. Seine dortigen Auftritte sind eng mit dem Werk der Grazer Autorin Constanze Dennig verbunden. 2003 spielte Schleinzer in Deborah Epsteins Inszenierung von Dennigs Extasy Rave in Graz den menschenverachtenden Moderator einer tödlichen Fernsehshow. 2005 folgte der Part des schleimigen ÖVP-Politikers in der Uraufführung von Dennigs Stück Demokratie am Literaturhaus Graz. Ein Jahr zuvor hatte er bereits Dennings Stück Valse Triste am gleichen Ort als Regisseur inszeniert.

### Spielfilmdebüt als Regisseur
2011 machte Schleinzer als Filmregisseur auf sich aufmerksam. Sein Spielfilmdebüt Michael, für das er auch das Drehbuch schrieb, stellt einen unverdächtigen Mann (gespielt von Michael Fuith) in den Mittelpunkt, der einen kleinen Jungen gefangenhält. Die ORF-Koproduktion erhielt als einziger deutschsprachiger Beitrag eine Einladung in den Wettbewerb der 64. Filmfestspiele von Cannes 2011. Der Meldung, Schleinzer habe sich vom Entführungsfall Natascha Kampuschs inspirieren lassen, widersprach der Österreicher. Er habe sogar alle Parallelen so weit wie möglich vermeiden wollen: Nachdem das Buch von Natascha Kampusch über ihre Gefangenschaft kurz vor Drehbeginn von Michael erschienen sei, und darin zwei Begebenheiten ähnlich erzählt worden seien wie in seinem Drehbuch, habe er diese zwei Geschichten sofort aus dem Drehbuch genommen. Anreiz seien vielmehr „die vielen verschwundenen Kinder gewesen, die im letzten Jahrzehnt die Massenmedien beschäftigt haben“. Gleichzeitig erzähle Schleinzer in Michael bewusst aus der Täterperspektive, „um nicht billige Miete aus der Opferrolle zu ziehen und Distanz in der Erzählung zu wahren“. Das Filmprojekt stand von Anfang an in der Gunst von Michael Haneke, der sich vor der Uraufführung in Cannes lobend über das Drehbuch und den fertigen Film äußerte. „Er (Schleinzer) hat Talent, einen unheimlich klaren Blick und eine große Sensibilität im Umgang mit Leuten“, so Haneke. Die österreichische Tageszeitung Die Presse lobte die Inszenierung Schleinzers, in der sich der Debütregisseur als „intelligenter Dialektiker“ erweise: „Man weiß, dass die Lüge auffliegen, dass die Festung fallen wird. Dass man gewillt ist, Michael bis zum Ende zu begleiten, ist die größte Leistung dieses Films.“ 2011 gewann Michael auf der Viennale den Wiener Filmpreis und wurde u. a. für den Europäischen Filmpreis und den British Film Institute Award nominiert. Im Januar 2012 erhielt Schleinzer für seinen Erstlingsfilm als Regisseur den Max-Ophüls-Preis.
Markus Schleinzer lebt in Wien.

## Filmografie

### Casting-Direktor
- 1997–2000: Kommissar Rex (Fernsehserie)
- 1998: Quintett komplett – Regie: Wolfgang Murnberger
- 1998: Suzie Washington – Regie: Florian Flicker
- 1998: Drei Herren – Regie: Nikolaus Leytner
- 2000: Julia – Eine ungewöhnliche Frau (Fernsehserie)
- 2000: Der Überfall – Regie: Florian Flicker
- 2000: Ternitz, Tennessee – Regie: Mirjam Unger
- 2000: Gelbe Kirschen – Regie: Leopold Lummerstorfer
- 2001: Die Gottesanbeterin – Regie: Paul Harather
- 2001: Die Klavierspielerin – Regie: Michael Haneke
- 2001: Lovely Rita – Regie: Jessica Hausner
- 2001: Hundstage – Regie: Ulrich Seidl
- 2002: Ausgeliefert (TV) – Regie: Andreas Prochaska
- 2002: Ikarus – Regie: Bernhard Weirather
- 2002: Taxi für eine Leiche – Regie: Wolfgang Murnberger
- 2003: Twinni – Regie: Ulrike Schweiger
- 2003: Wolfzeit – Regie: Michael Haneke
- 2004: Hurensohn – Regie: Michael Sturminger
- 2004: Basta – Rotwein oder Totsein – Regie: Pepe Danquart
- 2004: Hotel – Regie: Jessica Hausner
- 2004: Silentium – Regie: Wolfgang Murnberger
- 2004: Welcome Home – Regie: Andreas Gruber
- 2004–2007: Tatort (Fernsehreihe)
- 2005: Crash Test Dummies – Regie: Jörg Kalt
- 2005: Die Viertelliterklasse – Regie: Roland Düringer und Florian Kehrer
- 2005: Mein Mörder (TV) – Regie: Elisabeth Scharang
- 2005: Augenleuchten – Regie: Wolfram Paulus
- 2005: Schläfer – Regie: Benjamin Heisenberg
- 2005: Spiele Leben – Regie: Antonin Svoboda
- 2006: Slumming – Regie: Michael Glawogger
- 2006: Lapislazuli – im Auge des Bären – Regie: Wolfgang Murnberger
- 2006: Heute heiratet mein Mann (TV) – Regie: Michael Kreihsl
- 2006: Brüder III – Auf dem Jakobsweg (TV) – Regie: Wolfgang Murnberger
- 2006: Die Ohrfeige (TV) – Regie: Johannes Fabrick
- 2006: Karo und der Liebe Gott – Regie: Danielle Proskar
- 2007: Immer nie am Meer – Regie: Antonin Svoboda
- 2007: Die Fälscher – Regie: Stefan Ruzowitzky
- 2007: Free Rainer – Dein Fernseher lügt – Regie: Hans Weingartner
- 2007: Franz Fuchs – Ein Patriot – Regie: Elisabeth Scharang
- 2008: Der schwarze Löwe (TV) – Regie: Wolfgang Murnberger
- 2008: Ein Augenblick Freiheit – Regie: Arash T. Riahi
- 2008: Lekcje pana Kuki – Regie: Dariusz Gajewski
- 2009: Das Vaterspiel – Regie: Michael Glawogger
- 2009: Der Knochenmann – Regie: Wolfgang Murnberger
- 2009: Contact High – Regie: Michael Glawogger
- 2009: Das weiße Band – Eine deutsche Kindergeschichte – Regie: Michael Haneke
- 2009: Pepperminta – Regie: Pipilotti Rist
- 2009: Lourdes – Regie: Jessica Hausner
- 2009: Women Without Men – Regie: Shirin Neshat
- 2010: Rammbock – Regie: Marvin Kren
- 2010: Die Spätzünder (TV) – Regie: Wolfgang Murnberger
- 2010: Der Räuber – Regie: Benjamin Heisenberg
- 2010: Poll – Regie: Chris Kraus
- 2010: Die unabsichtliche Entführung der Frau Elfriede Ott – Regie: Andreas Prochaska
- 2011: Vielleicht in einem anderen Leben – Regie: Elisabeth Scharang
- 2011: Mein bester Feind – Regie: Wolfgang Murnberger
- 2011: Bauernopfer (TV) – Regie: Wolfgang Murnberger
- 2011: Wie man leben soll – Regie: David Schalko

### Schauspieler
- 1995: Ich gelobe
- 1998: Die Geliebte und der Priester (Padre papà; TV)
- 2005: Crash Test Dummies
- 2005: Die Viertelliterklasse
- 2006: Slumming
- 2006: Die Ohrfeige (TV)
- 2007: Immer nie am Meer
- 2009: Schautag (Kurzfilm)
- 2009: Das Vaterspiel
- 2010: Der Räuber
- 2010: Headshots
- 2011: Vogelfrei, Hors la loi, Outlaw (Kurzfilm)
- 2011: Die fremde Familie (TV)
- 2013: Alles Schwindel (Fernsehfilm)
- 2014: Über-Ich und Du (Regie: Benjamin Heisenberg)
- 2014: Eine Liebe für den Frieden – Bertha von Suttner und Alfred Nobel (Fernsehfilm)
- 2015: Einer von uns
- 2016: SOKO Wien – Auf ewig (Fernsehserie)
- 2017: Anna Fucking Molnar
- 2017: Tatort: Virus (Fernsehreihe)
- 2018: Landkrimi – Grenzland (Fernsehreihe)
- 2018: Das Wunder von Wörgl (Fernsehfilm)
- 2018: Die Professorin – Tatort Ölfeld (Fernsehfilm)
- 2019: Nevrland
- 2019: Der Boden unter den Füßen
- 2020: Freud (Fernsehserie)
- 2020: Vier Saiten (Fernsehfilm)
- 2021: Die Toten von Salzburg – Vergeltung (Fernsehreihe)
- 2022: Vote! (Kurzfilm)
- 2022: Die Wannseekonferenz (Fernsehfilm)
- 2022: Tatort: Das Tor zur Hölle (Fernsehreihe)
- 2023: Sisi & Ich
- 2023: Am Ende wird alles sichtbar
- 2024: Veni Vidi Vici

### Regisseur und Drehbuchautor
- 2011: Michael
- 2018: Angelo

## Theater

### Schauspieler
- 2003: Extasy Rave (Theater am Ortweinplatz, Graz)
- 2005: Demokratie (Literaturhaus Graz)

### Regie
- 2004: Valse Triste (Literaturhaus Graz)

## Auszeichnungen
- 2011: Wiener Filmpreis in der Kategorie Bester Spielfilm für Michael
- 2011: nominiert für die Sutherland Trophy des British Film Institute für Michael
- 2011: nominiert in der Kategorie Bester Erstlingsfilm bei der Verleihung des Europäischen Filmpreises für Michael
- 2012: Max-Ophüls-Preis
- 2012: nominiert für den Österreichischen Filmpreis 2012 in den Kategorien Beste Regie und Bestes Drehbuch für Michael
- 2016: nominiert für den Österreichischen Filmpreis 2016 in der Kategorie Beste männliche Nebenrolle für Einer von uns
- 2019: nominiert für den Österreichischen Filmpreis 2019 in den Kategorien Bestes Drehbuch und Beste Regie für Angelo
- 2019: nominiert für den Thomas-Pluch-Drehbuchpreis (Hauptpreis und Spezialpreis der Jury) für Angelo